# Justyna Kozdryk
Justyna Kozdryk, née le 4 mars 1980 à Grójec, est une haltérophile handisport polonaise concourant en -45 kg. Elle est médaillée de bronze aux Jeux de 2020.

## Carrière
Kozdryk est atteinte d'achondroplasie et mesure 116 cm. En 2009, elle reçoit la Croix du Mérite.

## Palmarès

### Jeux paralympiques
- médaille d'argent en -44 kg aux Jeux paralympiques d'été de 2008 à Pékin
- médaille de bronze en -45 kg aux Jeux paralympiques d'été de 2020 à Tokyo